# Jamil Roberts
Jamil Roberts (Fremont, Californië (Verenigde Staten), 4 maart 1986) is een Amerikaans voetballer die bij voorkeur als verdediger speelt.

## Carrière

### Jeugd
Roberts ging naar school op de Washington High School in Fremont, Californië en speelde ook mee in het schoolvoetbalteam. Hij speelde 80 wedstrijden en scoorde daarin 5 keer. Hij werd benoemd tot "WCC Defensive Player Of The Year" in 2007 en werd gekozen voor het "All-WCC First Team", het "All-NSCAA Far West Region First Team" en het "College Soccer News All-American Third Team". Hij speelde ook voor de lokale voetbalclub Fremont Lazio.

### Professioneel
Hij werd gekozen als 45e in de vierde ronde van de MLS SuperDraft 2008 door FC Dallas, maar werd verhandeld aan de San Jose Earthquakes, voordat hij een eerste wedstrijd speelde. Hij maakte zijn de debuut in de MLS als invaller in de tweede helft tegen Los Angeles Galaxy.

### Internationaal
Als een jeugdspeler, speelde Roberts 90 minuten voor het Amerikaans voetbalelftal onder-17 in gewonnen wedstrijden tegen Brazilië, Servië en Montenegro en Noord-Ierland in de elitegroep van de Milk Cup in 2005.

## Persoonlijk
Hij is de jongere broer van voetballer Troy Roberts.